# Mercury Medalist
Der Mercury Medalist war ein 1955/56 von dem US-amerikanischen, zum Ford-Konzern gehörenden Automobilhersteller Mercury gebautes Modell der dortigen full size-Klasse (obere Mittelklasse).

## Modellgeschichte
Der Medalist war im Modelljahr 1956 das preiswerteste Mercury-Modell und wurde als zweitüriges Coupé und viertürige Limousine, jeweils mit oder ohne B-Säulen, also in konventioneller oder Hardtop-Bauweise, angeboten. Angetrieben wurde der Medalist von einem 5,1 Liter großen V-8 mit 213–264 SAE-PS (157–194 kW), die Kraftübertragung erfolgte über ein Drei- oder Viergangschaltgetriebe oder eine Merc-O-Matic genannte Automatik.
Nach einem Jahr fiel der Medalist wieder aus dem Programm. Das Einstiegsmodell des Jahrgangs 1958 sollte ursprünglich wieder den Namen Medalist tragen, hieß dann aber einfach Mercury, ohne weitere Bezeichnung.